# Boranakunte, Hiriyur
Boranakunte là một làng thuộc tehsil Hiriyur, huyện Chitradurga, bang Karnataka, Ấn Độ.